# Mr. Corman
Mr. Corman é uma série de televisão americana de comédia dramática criada, escrita e dirigida por Joseph Gordon-Levitt. Foi lançada em 6 de agosto de 2021 na Apple TV+. Em outubro de 2021, a série foi cancelada após uma temporada.

## Premissa
Mr. Corman é descrito como um corte profundo nos dias e noites de um professor de escola pública no Vale de São Fernando.

## Elenco
- Joseph Gordon-Levitt como Josh Corman
- Arturo Castro como Victor
- Logic como Dax
- Debra Winger como Ruth Corman
- Juno Temple como Megan
- Jamie Chung como Emily
- Hugo Weaving como Artie
- Shannon Woodward como Elizabeth Corman
- Veronica Falcon como Beatriz

## Episódios

### 1.ª temporada (2021)
| N.º na série | N.º na temp. | Título                 | Dirigido por         | Escrito por                              | Lançamento             |
| ------------ | ------------ | ---------------------- | -------------------- | ---------------------------------------- | ---------------------- |
| 1            | 1            | "Good Luck"            | Joseph Gordon-Levitt | Joseph Gordon-Levitt                     | 6 de agosto de 2021    |
| 2            | 2            | "Don’t Panic"          | Aurora Guerrero      | Bruce Eric Kaplan                        | 6 de agosto de 2021    |
| 3            | 3            | "Happy Birthday"       | Joseph Gordon-Levitt | Bruce Eric Kaplan                        | 13 de agosto de 2021   |
| 4            | 4            | "Mr. Morales"          | Aurora Guerrero      | Roja Gashtili and Julia Lerman           | 20 de agosto de 2021   |
| 5            | 5            | "Action Adventure"     | Joseph Gordon-Levitt | Roja Gashtili and Julia Lerman           | 27 de agosto de 2021   |
| 6            | 6            | "Funeral"              | Joseph Gordon-Levitt | Rosa Handelman                           | 3 de setembro de 2021  |
| 7            | 7            | "Many Words"           | Joseph Gordon-Levitt | Rosa Handelman                           | 10 de setembro de 2021 |
| 8            | 8            | "Hope You Feel Better" | Joseph Gordon-Levitt | Joseph Gordon-Levitt                     | 17 de setembro de 2021 |
| 9            | 9            | "Mr. Corman"           | Joseph Gordon-Levitt | Joseph Gordon-Levitt                     | 24 de setembro de 2021 |
| 10           | 10           | "The Big Picture"      | Joseph Gordon-Levitt | Joseph Gordon-Levitt & Bruce Eric Kaplan | 1 de outubro de 2021   |

## Produção

### Desenvolvimento
Em 5 de setembro de 2019, o Deadline Hollywood relatou que Joseph Gordon-Levitt estaria dirigindo, escrevendo e produzindo Mr. Corman junto com a A24. Em março de 2020, Bruce Eric Kaplan juntou-se como showrunner e produtor executivo, com Ravi Nandan, Nathan Reinhart e Inman Young também sendo produtores executivos sob a A24. Em outubro de 2021, a série foi cancelada após uma temporada.

### Seleção de elenco
Joseph Gordon-Levitt foi o primeiro nome confirmado no elenco, interpretando Josh Corman. A 'Variety informou em 10 de março de 2020 que Arturo Castro interpretará o papel de Victor. Em uma entrevista com o crítico musical e YouTuber Anthony Fantano em 4 de setembro de 2020, o rapper de Maryland Logic disse que fez um teste e conseguiu um papel na série.

### Filmagens
Em março de 2020, após três semanas de filmagem em Los Angeles, a produção foi encerrada devido à pandemia COVID-19. Ao ser entrevistado pelo The Talk em outubro de 2020, Gordon-Levitt revelou que a produção estava sendo transferida de Los Angeles para a Nova Zelândia para se sentir mais segura durante as filmagens. Em fevereiro de 2021, foi relatado que a série estava nas últimas semanas de filmagem.

## Lançamento
Em fevereiro de 2021, a Apple anunciou que a série, junto com várias outras, teria uma estreia em meados de 2021. Em maio, a Apple confirmou que a série estrearia em 6 de agosto de 2021.

## Recepção
O site agregador de resenhas Rotten Tomatoes relata um índice de aprovação de 70% com uma pontuação média de 5,80/10 com base em 40 resenhas críticas. O consenso crítico do site diz: "Uma construção lenta que não funcionará para todos, os visuais deslumbrantes e números musicais cativantes do Mr. Corman são decepcionados por caracterizações mecânicas e um personagem principal que pode ser difícil de torcer." O Metacritic, que usa uma média ponderada, atribuiu uma pontuação de 59 em 100 com base em 21 críticos, indicando "críticas mistas ou médias".